# Refuge de l'Olan
Le refuge de l'Olan est un refuge de la Fédération française des clubs alpins et de montagne (FFCAM) situé dans le département des Hautes-Alpes, plus précisément dans la commune de La Chapelle-en-Valgaudémar. Il se trouve à 2 344 mètres d'altitude dans le parc national des Écrins, au milieu du cirque sud de l'Olan, entre la face sud-est de l'Olan, la face sud-ouest de la cime du Vallon (3 406 m) et la face ouest de la Rouye (3 084 m).
Le refuge est marqué « esprit parc national des Écrins ». Il possède également l'agrément de jeunesse et d'éducation populaire.

## Histoire
Le refuge actuel résulte de deux essais infructueux. En effet, en 1934 un premier refuge voit le jour au niveau du pas le l'Olan (2 695 m) mais un éboulement le détruit. En 1957, un deuxième est construit, cette fois « en dur » et moins haut que celui actuel mais, deux ans plus tard, il est détruit par une avalanche. En 1966, un troisième et dernier refuge est construit à l'emplacement actuel. Il est agrandi de manière définitive en 1978. Il reste encore en contrebas du refuge une trace du deuxième refuge : deux dalles de béton. Avec le temps, des tiges de fer à béton sont apparues par l'érosion du béton. Considérées comme dangereuses, elles sont retirées en juin 2016 par des agents du parc national. En 2019, le système énergétique du refuge est rénové.

## Caractéristiques et informations
Le refuge est ouvert en période estivale (mi-juin à mi-septembre) avec une capacité d’accueil de 54 couchages disposés dans quatre dortoirs. Chaque année, l'ouverture du refuge se fait par un héliportage qui porte tout le matériel nécessaire pour la saison à venir. L'hiver, en période hors gardiennage, seul le « refuge d'hiver » reste ouvert avec 10 couchages dans un dortoir. En plus de dortoirs, le refuge est aussi composé d'une cuisine et d'une bibliothèque.

## Activités
L'emplacement géographique du refuge permet diverses activités sportives : des sports terrestres tels que la randonnée (variante du GR54, Haute route du Valgaudemar, pic Turbat, etc.), l'escalade (l'Olan, le Petit Olan, le pilier Nounours, la Rouye), l'alpinisme (l'Olan, la Rouye, la cime du Vallon) ou encore le trail (boucle de Chalance) ; l'hiver permet également la pratique des raquettes à neige et du ski de randonnée (la cime du Vallon, pas de l'Olan, couloir des Sorciers). De plus, des sports aériens sont praticables tels que le parapente (départ : cime du Vallon) ou bien le paralpinisme,,.
La spécificité du refuge de l'Olan est l'événement Yoga'ltitude dans le cadre de week-ends bien-être.

## Accès
Il existe quatre itinéraires pour accéder au refuge de l'Olan, chacun à pieds.
Le premier est praticable à partir de La Chapelle-en-Valgaudémar. Pour ce faire, il faut se rendre dans la commune en voiture par la N85 jusqu'à Gap puis en prenant la direction de Saint-Firmin. Une fois au parking du village de la Chapelle, un pont est à passer pour trouver le sentier principal qui mène au refuge. Il faut compter environ 3 h de montée.
Le refuge de l'Olan est aussi accessible en partant du refuge des Souffles. Un sentier passant près du lac Lautier (2 363 m) permet d'arriver au refuge après 3 h 30 à 4 h 30 de marche.
Le refuge de Chalance permet également l'accès au refuge de l'Olan en passant le col du Bâton (2 645 m) grâce à un câble. Cette randonnée alpine nécessite ainsi un baudrier et une longe pour assurer sa sécurité. L'arrivée au refuge situé en contrebas se fait au bout d'environ 4 h 30 de randonnée.
Le dernier itinéraire pour rejoindre le refuge de l'Olan se fait depuis le refuge de Font Turbat situé dans la vallée du Valjouffrey du côté de la face nord de l'Olan. Il faut ainsi passer le col Turbat (2 679 m) puis remonter le pas de l'Olan en passant près du lac Lautier pour accéder au refuge. La randonnée alpine se fait environ en 4 h.